# Blinding Edge Pictures
Blinding Edge Pictures est une société de production détenue par le réalisateur M. Night Shyamalan. Il l'a créé, à la suite du succès de son troisième long métrage, Sixième Sens, en 1999[réf. nécessaire]. La société est basée à Devon-Berwyn (en) en Pennsylvanie.

## Filmographie
- 2000 : Incassable (Unbreakable) de M. Night Shyamalan
- 2002 : Signes (Signs) de M. Night Shyamalan
- 2004 : Le Secret enfoui de Night Shyamalan (The Buried Secret of M. Night Shyamalan) (TV) de Nathaniel Kahn
- 2004 : Le Village (The Village) de M. Night Shyamalan
- 2006 : La Jeune Fille de l'eau (Lady in the Water) de M. Night Shyamalan
- 2008 : Phénomènes (The Happening) de M. Night Shyamalan
- 2010 : Le Dernier Maître de l'air (The Last Airbender) de M. Night Shyamalan
- 2013 : After Earth de M. Night Shyamalan
- 2015 : The Visit de M. Night Shyamalan
- 2015-2016 : Wayward Pines (série TV) de Zal Batmanglij, Tim Hunter, Nimród Antal, James Foley, Steve Shill, M. Night Shyamalan, Charlotte Sieling et Jeff T. Thomas
- 2017 : Split de M. Night Shyamalan
- 2019 : Glass de M. Night Shyamalan
- 2019-2023 : Servant (série TV)
- 2021 : Old de M. Night Shyamalan
- 2023 : Knock at the Cabin de M. Night Shyamalan
- 2024 : The Watchers d'Ishana Night Shyamalan
- 2024 : Trap de M. Night Shyamalan
- 2026 : Remain de M. Night Shyamalan